# Боск Мениј
Боск Мениј (фр. Bosc-Mesnil) насеље је и општина у северној Француској у региону Горња Нормандија, у департману Приморска Сена која припада префектури Дјеп.
По подацима из 2011. године у општини је живело 289 становника, а густина насељености је износила 30,84 становника/km². Општина се простире на површини од 9,37 km². Налази се на средњој надморској висини од 209 метара (максималној 230 m, а минималној 139 m).

## Демографија
| 1962. | 1968. | 1975. | 1982. | 1990. | 1999. | 2011. |
| ----- | ----- | ----- | ----- | ----- | ----- | ----- |
| 229   | 231   | 210   | 174   | 219   | 212   | 289   |

График промене броја становника у току последњих година